# Maybach SW35
Maybach SW35 − samochód produkowany od 1935 do 1936 roku przez firmę Maybach. 
Wyposażony był w 3,5 litrowy silnik.

## Silnik
Typ: S-6 SOHC
- 12 zaworów[5]
- 2 zawory na cylinder[5]
- Pojemność silnika: 3435 cm³[6]
- Moc maksymalna 104,4 kW przy 4500 rpm[5][6]
- Prędkość maksymalna : 130 – 140 km/h[6]

## Nadwozie
- Rozstaw kół 3480 mm[5]